# Yanagawa, Fukuoka
Yanagawa là một thành phố tại tỉnh Fukuoka, Nhật Bản. Thành phố này có diện tích 981,01 km², dân số là 75.440 người, mật độ dân số 76,9 người/km2. Thành phố này được thành lập ngày 1 tháng 4 năm 1952.
Đây là một thành phố du lịch nhờ có 470 km kênh đào. Yanagawa là nơi sinh của Kitahara Hakushu, một nhà thơ và nhà văn viết lời cho các bài hát trẻ em vào thời kỳ Meiji. Mỗi năm có lễ hội kéo dài 3 ngày vào tháng 11 với các hoạt động ngâm thơ, chơi nhạc, đi thuyền ban đêm và bắn pháo hoa. Trong các tháng 3 và 4, Yanagawa tổ chức một số lễ hội, trong đó nổi bật là Hinamatsuri hay lễ hội dành cho phái nữ vào ngày 3 tháng 3. Người dân trưng bày búp bê theo phong cách thời Heian ở các cửa hàng, nhà ở, doanh nghiệp. Một số nhà riêng được mở cửa cho khách vào chiêm ngưỡng búp bê.